# Сарбазар
Сарбазар (узб. Sarbozor, Сарбозор) — міське селище в Узбекистані, в Камашинському районі Кашкадар'їнської області.
Статус міського селища з 2009 року.